# Вулиця Івана Підкови (Тернопіль)
Вулиця Івана Підкови — вулиця в житловому масиві «Східний» міста Тернополя. Названа на честь козацького кошового отамана Івана Підкови.

## Відомості
Розпочинається від вулиці Дівочої, пролягає на північ вглиб мікрорайону, де і закінчується. На вулиці розташовані переважно приватні будинки.

## Транспорт
Рух вулицею — двосторонній, дорожнє покриття — асфальт. Громадський транспорт по вулиці не курсує, найближчі зупинки знаходяться на вулицях Дівочій та Глибокій.